# Theodor Lieser
Theodor Josef Lieser (* 30. August 1900 in Ferschweiler; † 4. August 1973 in Darmstadt) war ein deutscher Hochschullehrer und Oberbürgermeister von Halle.

## Herkunft
Theodor Lieser war der Sohn eines Dorfschullehrers aus Ferschweiler und eins von insgesamt 8 Geschwistern. 

## Leben
Nach dem Besuch eines Gymnasiums leistete er während des Ersten Weltkriegs im Jahr 1918 seinen Kriegsdienst als Kanonier ab. Nach seiner Demobilisierung studierte er ab 1919 Chemie an der Universität Bonn und an der TH Aachen. 1922 legte er seine Prüfung zum Diplomingenieur ab und im Jahr 1924 wurde er an der TH Aachen zum Dr. Ing. promoviert. Von 1924 bis 1925 setzte er sein Studium an den Universitäten Köln, Leipzig und Zürich fort und von 1925 bis 1926 war er Assistent an der TH Darmstadt. Im Jahr 1926 promovierte er in Zürich mit einer Arbeit über Zellulose-Chemie zum Dr. phil. nat. Von 1929 bis 1934 hatte er eine planmäßige Assistentenstelle am Chemischen Institut der Albertus-Universität Königsberg und 1930 habilitierte er sich für organische Chemie und erhielt eine Privatdozentenstelle.
1934 erhielt er trotz politischer Denunziation von Studenten und eines ablehnenden Votums der Parteistellen einen Lehrauftrag für die Chemie der Kohlenhydrate. Lieser trat 1934 in die SA, im April 1935 in die NSV ein und seit 1935 gehörte er dem Reichsluftschutzbund an. Am 8. Juni 1937 beantragte er die Aufnahme in die NSDAP und wurde rückwirkend zum 1. Mai desselben Jahres aufgenommen (Mitgliedsnummer 4.861.100). Wegen seiner Gegnerschaft zum NS-Regime wurde ihm 1937 eine Professur untersagt. Auf Anregung von Karl Ziegler habilitierte er sich nach Halle um, erhielt dort 1937 einen Lehrauftrag für das Wirtschaftsaufbau- und das Reichsforstministerium und wurde 1938 zum nichtbeamteten außerordentlichen Professor ernannt. Lieser, der sich als Chemiker mehrere Erfindungen patentieren ließ, galt seit seiner Zürcher Doktorarbeit als Experte in der Zellulose-Forschung, was ihn angesichts der mannigfaltigen Verwendbarkeit des Stoffes zu einem gefragten Experten machte. Ab 1939 arbeitete er direkt für die deutsche Rüstungsindustrie. Ein Angebot, das Labor eines kanadischen Papierherstellers zu leiten, hatte er bereits zuvor abgelehnt.
Lieser ließ zum Kriegsende mit einigen Mitgliedern eines kleinen kritischen Gesprächskreises von Akademikern Flugblätter drucken, in denen die Hallenser aufgefordert wurden, die Stadt kampflos zu übergeben, um weiteres Blutvergießen zu vermeiden. Obwohl auf diese Art Verrat die Todesstrafe stand, unterstützte Lieser den legendären „Seeteufel“ Graf Luckner, der mit den heranrückenden US-Truppen Kontakt aufnahm und so half die Großstadt vor der Zerstörung zu bewahren. Nach Ende des Zweiten Weltkriegs ernannte US-Gouverneur Murphy Theodor Lieser am 17. Mai 1945 zum Oberbürgermeister von Halle. Nach der Übernahme durch die Sowjetischen Besatzer wurde Lieser jedoch am 22. Oktober 1945 wegen des Verdachts auf Amtsmissbrauch wieder aus seinem Amt entlassen. Insbesondere ging es bei den vorausgegangenen z. T. schweren Auseinandersetzungen auch um eine Bodenreform und den Fortgang der Entnazifizierung. 
Am 1. März 1946 wurde er von der Landesregierung zum ordentlichen Professor der Universität Halle und Direktor des Instituts für Technische Chemie ernannt. Da er sich den Plünderungen und Demontagen der Universitätsinstitute durch die Sowjetische Militäradministration widersetzte, wurde er am 7. Juni 1946 durch die stalinistischen Besatzer verhaftet. Obwohl er Fürsprache durch den Ministerpräsidenten Erhard Hübener und den Theologen Otto Eißfeldt erhalten hatte, blieben die sowjetischen Behörden bei ihren Anschuldigungen. Jedoch konnte Lieser nach 40 Tagen Einzelhaft aus dem Polizeigefängnis am 16. Juli 1946 entkommen und  trotz Großfahndung in die Westzonen fliehen. Noch im gleichen Jahr erhielt er eine ordentliche Professur an der TH Darmstadt und später lehrte er noch als Professor an der Universität Frankfurt am Main. Später wurde er von der Stadt Halle als bedeutende Persönlichkeit mit der „Theodor-Lieser-Straße“ geehrt.

## Auszeichnungen
- Kriegsverdienstkreuz II. Klasse
- Verleihung der Dr.-Edmund-Thiele-Gedenkmünze (1940)

## Familie
Theodor Lieser war seit dem 27. April 1929 in Darmstadt mit Klara Eva Maria Litzendorff (* 4. Januar 1890) verheiratet.